# Heringia canadensis
Heringia canadensis är en tvåvingeart som beskrevs av Charles Howard Curran 1921. Heringia canadensis ingår i släktet gallblomflugor, och familjen blomflugor. Inga underarter finns listade i Catalogue of Life.